# Кіршнеризм

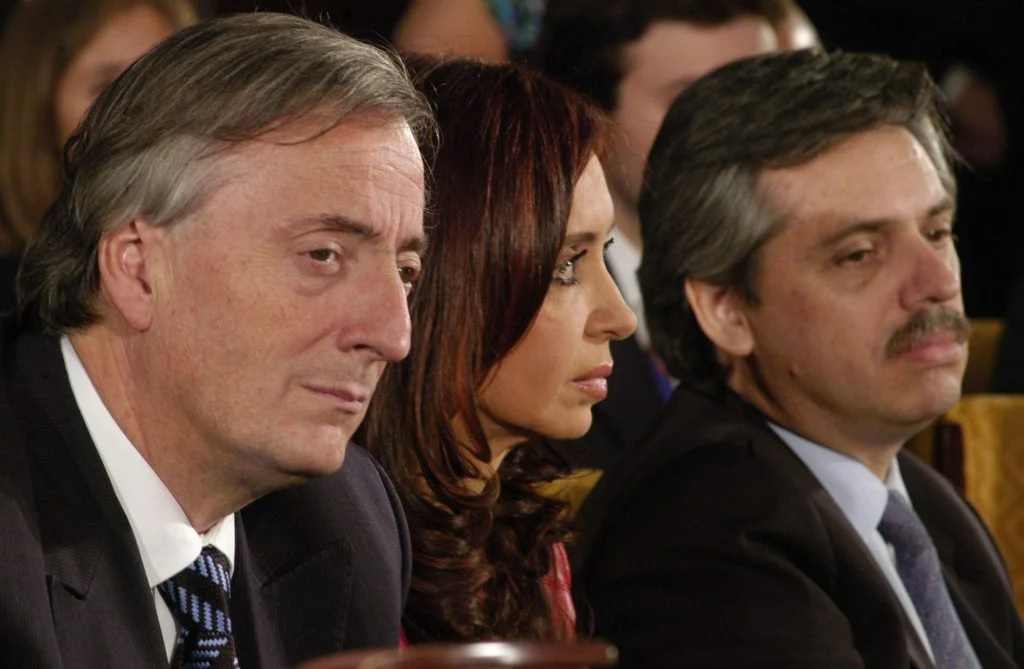
Нестор Кіршнер, Крістіна Фернандес де Кіршнер та Альберто Фернандес

Кіршнеризм — це лівоцентристський політичний рух і варіант перонізму, що виник у 2003 році, який об'єднує основні ідеологічні постулати, втілені в урядах президента Нестора Кіршнера (2003—2007) і президентки Крістіни Фернандес де Кіршнер (2007—2015), які обіймали керівні посади в аргентинській виконавчій владі протягом 12 років, 6 місяців і 15 днів, періоду, названого його прихильниками як «Вигране десятиліття». У 2019 році кіршнеризм повернувся до влади в рамках ширшого фронту під назвою Frente de Todos, в основному з партійними крилами, як некіршнерістського перонізму та федерального перонізму, такими як «Фронт оновлення», кілька провінційних крил хустисіалістів та керівництва CGT. Цей фронт призвів до того, що колишній президент Крістіна Кіршнер обійняла пост віцепрезидента з 2019 року.
Рух складається з різних політичних партій і секторів, включаючи крила Хустисіалістської партії, крила аргентинського радикалізму, такі як Radicales K, FORJA тощо.
Кіршнеризм почав формуватися в Групі Калафате після політичного колапсу, який спричинила криза грудня 2001 року під гаслом: «Хай підуть усі», під час виборчої кампанії президентських виборів 2003 року. У той час, уже під час тимчасового президентства Едуардо Дуальде, знову з'явилася Група Калафате, альянс антименемістських крил перонізму, що критикував неоліберальну політику, яка під керівництвом президента Дуальде та координації Альберто Фернандеса представила президентську кандидатуру Нестора Кіршнера та організували політичну коаліцію з лівоцентристськими секторами, яку вони назвали Фронт за перемогу. Кіршнер посів друге місце на виборах 27 квітня з 22,25 % голосів, але тоді ще не йшлося про кіршнеризм, як багатопартійну політичну течію зі своєю самобутністю. Одразу після виборів, коли Кіршнер мав зустрітися з Менемом у другому турі, деякі ЗМІ почали хаотично вживати слово «кіршнеризм». Обраний президентом, після того, як Менем не зголосився до другого тура, деякі газети, такі як La Nación, почали ідентифікувати кіршнеризм як політичну течію зі своїми особливостями, аж до того, що радикальний колишній президент Рауль Альфонсин видав заголовок: «Альфонсін каже, що він став кіршнерістом». На останок, кіршнеризм отримав чітку політичну автономію, коли на парламентських виборах 2005 року кіршнеризм зіткнувся з дуальдизмом у вирішальній провінції Буенос-Айрес зі своїм власним списком, очолюваним Крістіною Кіршнер, яка перемогла Чиче Дуальде, кандидата від хустисіалістської партії.

## Політична програма

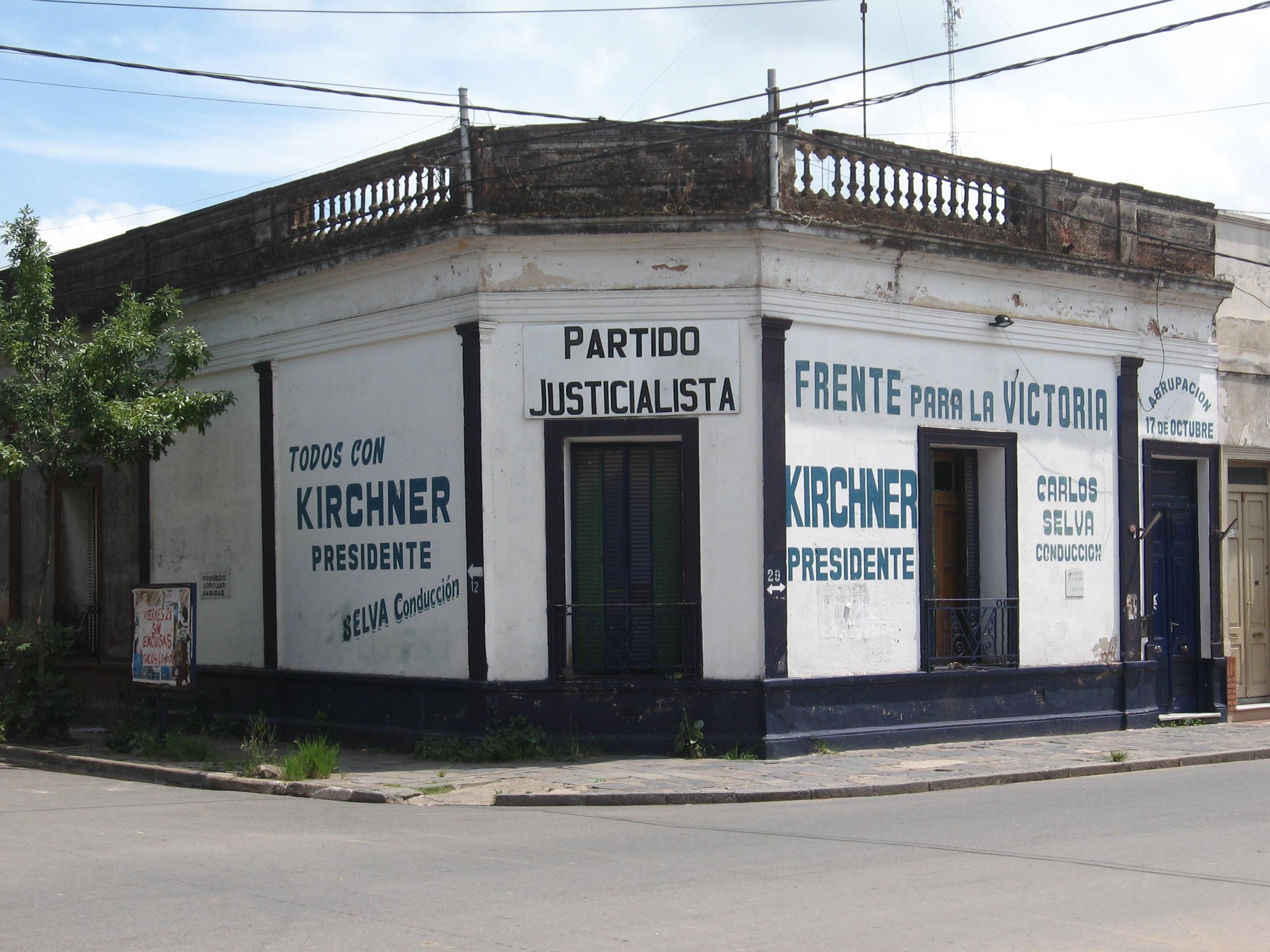
«Основна одиниця» хустисіалістів із гаслами про підтримку Нестора Кіршнера.

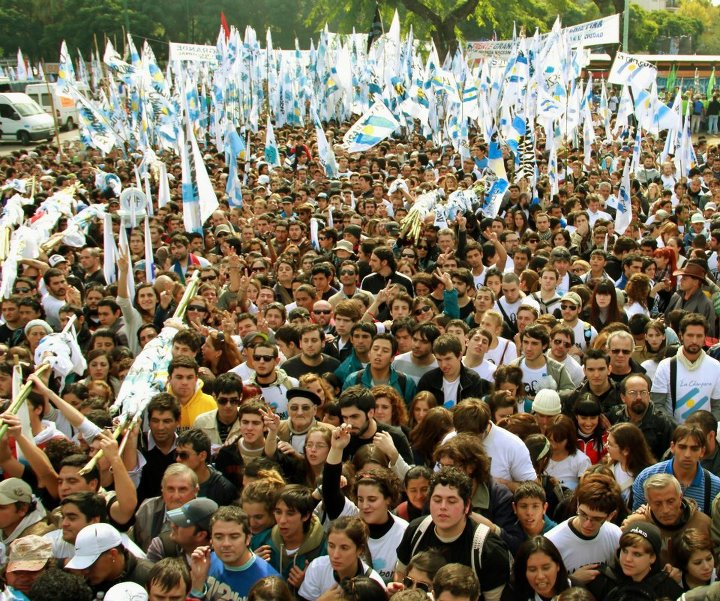
Збори молодих кіршнерівців.

Основні характеристики кіршнеристської ідеології можна підсумувати в наступних пунктах:
- Войовничий перонізм: і Нестор Кіршнер, і його дружина Крістіна Фернандес прийшли в політику в 1970-тих роках, активно працювали в Національному університеті Ла-Плати, у так званій революційній тенденції перонізму, пов'язаній з Монтонерос.[5]
- Відмова від неолібералізму: кіршнеризм позиціюється противагою проти неоліберальної політики, а також проти політики «пристосування».[6] У своїй інавгураційній промові Кіршнер виступав за державне втручання в ринок і заявив, що «ми повинні змусити державу забезпечити рівність там, де ринок виключає і залишає».[7]
- Відмова від угод про вільну торгівлю: Кіршнеризм відверто виступає проти багатосторонніх і двосторонніх угод про вільну торгівлю, які пропагують Сполучені Штати. Найвищою точкою цієї політики стало протистояння Кіршнера з колишнім президентом США Джорджем У. Бушем на саміті Північної та Південної Америки в Мар-дель-Плата 2005 року, який мав вирішальне значення для запобігання підписанню FTAA (Альянсу вільної торгівлі американського континенту).[8]
- Регіональне вирівнювання: на міжнародному рівні кіршнеризм продемонструвало бажання зміцнити відносини з країнами Латинської Америки, особливо Болівією, Бразилією, Кубою, Еквадором і Венесуелою, створивши південноамериканську вісь з Бразилією на основі МЕРКОСУР.[9] Кіршнеризм продемонстрував сильний вплив на МЕРКОСУР.[10]
- Права людини: Кіршнеризм взяв захист прав людини своїм прапором боротьби щодо злочинів проти людяності, скоєних під час процесу національної реорганізації (1976—1983), які пізніше були прощені так званими законами про безкарність (Закон про належну слухняність, Остаточний закон Пунто та укази про помилування), схвалені під час урядів Рауля Альфонсіна (1983—1989) і Карлоса Менема (1989—1999). Під час уряду Нестора Кіршнера закони про безкарність були скасовані, а судові процеси за злочини проти людяності розпочато знову. Наприкінці правління Крістіни Фернандес де Кіршнер було відкрито або перезапущено 2510 справ, з них у 156 вже винесено вирок, у яких 669 винесено вирок.[11][12] Ця позиція кіршнеризму спонукала деякі важливі правозахисні організації, такі як Матері площі Травня та Бабусі площі Травня, активно підтримувати кіршнеризм.[13] Крила та партії, які критикують кіршнеризм, дорікали за «захоплення» або «привласнення» руху за права людини в країні.[14][15]
- Гендерна та сексуальна політика: у 2010 році було прийнято Закон про рівний шлюб, який дозволяє шлюб між людьми однієї статі[16], зробивши Аргентину першою країною в Латинській Америці, яка закріпила це право.[17] У 2012 році було схвалено Закон про гендерну ідентичність[18], який дозволяє транс-людям реєструватися в особистих документах із зазначенням імені та статі за вибором, а також зобов'язує включати всі медичні процедури для адаптації до гендерного вираження. Що стосується абортів, то в русі немає єдиної позиції. У 2005 році міністр охорони здоров'я Хінес Гонсалес Гарсія[en] заявив про декриміналізацію абортів.[19] З іншого боку, його наступник на посаді Хуан Мансур[en] у липні 2010 року заявив, що «ми вже говорили про це: ми проти абортів, про це заявив навіть президент».[20] Однак у 2018 році, у розпал дебатів щодо декриміналізації абортів в Аргентині, Крістіна Фернандес де Кіршнер висловилася за та проголосувала за проєкт, представлений у Сенаті.[21] На останок, у грудні 2020 року Національний конгрес схвалив Закон про добровільне переривання вагітності більшістю голосів парламентаріїв Кіршнера.[22][23]

## Критика

### Опозиція та антикіршнеризм
Починаючи з 2008 року в опозиції почали говорити про фронтальне протистояння з кіршнеризмом. Журналіст Хорхе Ланата з Grupo Clarín назвав цю антиномію «тріщиною» на церемонії вручення нагород Мартіна Фієрро у 2013 році Журналіст Хуліо Бланк, також із Grupo Clarín, стверджував, що ця медіагрупа вирішила займатися «воєнною журналістикою» проти кіршнеризму. Для ліберально-консервативної газети La Nación кіршнеризм розділив би суспільство на дві великі групи, «батьківщину» та «антибатьківщину», ставлячись до опонентів із презирством та дискримінацією, які, своєю чергою, реагували б з презирством та дискримінацією на кіршнеризм. Деякі кіршнерісти стверджують, що цього не існувало б, тоді як інші вважають, що це фактично передувало б кіршнеризму. Філософ Хосе Пабло Файнманн визнає його існування, але вважає, що це буде відповідальністю опозиції, а не уряду.
Крім того, хоча деякі з його послідовників належать до Хустисіалістської партії, заснованої Хуаном Домінго Пероном у 1946 році, крила перонізму можуть протистояти кіршнеризму.

### Критика і звинувачення
Протягом багатьох років, відколи кіршнеризм прийшов до влади, різні автори, журналісти та політики критично дивилися на рух загалом та його головних лідерів. У книзі пероніста Хуліо Барбаро, радикала Омара Пінтоса та журналіста Оскара Муйньо «Далеко від бронзи: коли Кіршнер не була К» (2014) Нестор Кіршнер описаний як «персоналіст». Журналіст Дієго Рохас, з троцькістської точки зору, вважає, що кіршнеризм є консервативним «феодальним» рухом, терміном, який використовується в розмовному значенні для позначення його присутності в провінціях, з "кауділістами"та «традиціоналістами». Зі свого боку, американський професор Роберт Ротберг у 2019 році опублікував книгу про те, «як політики та великі компанії крадуть у громадян» у Латинській Америці, присвячену головним чином бразильській операції Автомийка під керівництвом судді Серхіо Моро, головним обвинуваченим у якій була колишній президент Ділма. Русеф, яку було усунено з посади шляхом імпічменту, і колишньому президенту Лулі да Сілві, засудженому до 12 років ув'язнення та позбавленню його політичних прав (після книги Верховний суд скасував усі справи проти Лули да Сілви). Книга Ротберга також містила розділ під назвою «Клептократія», де він звинуватив кіршнеризм в тому, що він організував політичну систему для грабіжництва, і, крім того, автор неявно підтримує колишнього президента Маурісіо Макрі за розслідування та просування кримінальних процесів проти кіршнеризму.
Подібним чином, деяким з лідерів руху були висунуті кримінальні звинувачення за державну зраду, корупцію, і інші звинувачення. Деякі з цих судових справ були відхилені аргентинською системою правосуддя, а стосовно інших випадків, то були заведені кримінальні справи та винесені вироки.